# Claviporella pusilla
Claviporella pusilla är en mossdjursart som först beskrevs av Wilson 1880.  Claviporella pusilla ingår i släktet Claviporella och familjen Catenicellidae. Inga underarter finns listade i Catalogue of Life.